# گریت یارموث
latitudeگریت یارموثmottoگریت یارموثlongitudeگریت یارموث
گریت یارموث (به انگلیسی: Great Yarmouth) شهری در کشور انگلستان است که این کشور خود بخشی از بریتانیا محسوب می‌شود. این شهر در سال ۱۹۹۱ میلادی ۵۶٫۱۹۰ نفر جمعیت داشته و در سرشماری سال ۲۰۰۱ جمعیت آن به ۵۸٫۰۳۲ نفر رسیده‌است. میزان رشد سالانهٔ جمعیت گریت یارموث ‎۰٫۲۸ درصد می‌باشد و جمعیت این شهر در سال ۲۰۱۲ به ۵۹٫۸۳۷ نفر تغییر یافت.